# Manny Delcarmen
Manuel "Manny" Delcarmen (nacido el 16 de febrero de 1982 en Boston) es un lanzador estadounidense de origen dominicano que actualmente se encuentra en la organización de los Yanquis de Nueva York en las Grandes Ligas. Es con frecuencia llamado "The Pride of Hyde Park" (El orgullo de Hyde Park), ya que es nativo de la sección de Hyde Park en Boston, y graduado de la West Roxbury High School.

## Carrera

### Boston Red Sox
Delcarmen fue selección en segunda ronda del draft por los Medias Rojas de Boston en el 2000; fue el primer jugador drafteado de una secundaria pública por Boston en 34 años, e hizo su debut con los Medias Rojas el 27 de julio de 2005.
Iniciando la temporada en el equipo Doble-A, Portland Sea Dogs, registrando un récord de 4-4 con tres salvamentos y una efectividad de 3.23 en 31 partidos. Después de ser promovido al equipo Triple-A Pawtucket Red Sox, ponchando a 12 con una efectividad de 3.00 en nueve entradas.
En 2005, Delcarmen fue llamado a las Grandes Ligas por 10 juegos. Lanzó nueve innings con efectividad de 3.00 y ponchó a nueve.
Después de iniciar la temporada 2006 de nuevo en Pawtucket, Delcarmen fue llamado a las Grandes Ligas el 22 de abril de 2006. El 11 de junio de 2006, Delcarmen logró su primera victoria de Grandes Ligas, lanzando dos entradas ante los Rangers de Texas.
Delcarmen estuvo en el roster de los Medias Rojas de vez en cuando durante la temporada 2007. Fue llamado desde Triple el 17 de junio de 2007, cuando el relevista Brendan Donnelly fue colocado en la lista de lesionados. El 23 de julio, Delcarmen terminó con una victoria 6-2 de los Medias Rojas sobre los Indios de Cleveland sin permitir anotaciones como relevista, logrando su primer salvamento en Grandes Ligas. Terminó la temporada 2007 con 44 innings en las mayores y una efectividad de 2.05. No lanzó muy bien en los Playoffs del 2007 (4 1/3 IP, 4 carreras limpias), pero fue parte de la victoria de los Medias Rojas en la Serie Mundial 2007.
Después de un intenso régimen de entrenamiento en la temporada baja, Delcarmen bajó 15 libras. El mánager Terry Francona dijo que "él está delgado y luce muy bien".

### Colorado Rockies
En el último día de plazo de waiver en 2010, Delcarmen fue canjeado a los Rockies de Colorado por el lanzador de ligas menores Chris Balcom-Miller.

### Seattle Mariners
El 10 de febrero de 2011, Delcarmen firmó un contrato de ligas menores con los Marineros de Seattle. Quedó libre el 1 de junio.

### Texas Rangers
Delcarmen firmó un contrato de ligas menores con los Rangers de Texas el 2 de junio. Fue asignado al equipo Triple-A Round Rock Express. Fue liberado el 13 de julio, después de ocho partidos con Round Rock Express, registrando una efectividad de 6.75.

### New York Yankees
Los Yankees de Nueva York firmaron a Delcarmen con un contrato de ligas menores el 30 de enero de 2012. También recibió una invitación a los entrenamientos de primavera.

## Scouting Report
Delcarmen siempre soñó con jugar para los Medias Rojas. Su carrera estuvo soportada con una recta en las 95 MPH, y una excelente curva, hasta que se lesionó en mayo de 2003. Delcarmen tuvo una cirugía Tommy John, pero regresó a la lomita un año después, en mayo de 2004. Después de la cirugía, la recta de Delcarmen cogió más velocidad, ya que superaba las 95 MPH. Delcarmen tiene un control decente, con un cambio de velocidad decente y una curva muy buena que utiliza como su arma de juego.